# Saint-Germain-lès-Arlay
Saint-Germain-lès-Arlay és un municipi francès situat al departament del Jura i a la regió de Borgonya - Franc Comtat. L'any 2007 tenia 528 habitants.

## Demografia

### Població
El 2007 la població de fet de Saint-Germain-lès-Arlay era de 528 persones. Hi havia 194 famílies de les quals 40 eren unipersonals (8 homes vivint sols i 32 dones vivint soles), 53 parelles sense fills, 89 parelles amb fills i 12 famílies monoparentals amb fills.
La població ha evolucionat segons el següent gràfic:
Habitants censats

### Habitatges
El 2007 hi havia 218 habitatges, 196 eren l'habitatge principal de la família, 9 eren segones residències i 13 estaven desocupats. 196 eren cases i 21 eren apartaments. Dels 196 habitatges principals, 163 estaven ocupats pels seus propietaris, 30 estaven llogats i ocupats pels llogaters i 2 estaven cedits a títol gratuït; 7 tenien dues cambres, 17 en tenien tres, 45 en tenien quatre i 127 en tenien cinc o més. 167 habitatges disposaven pel capbaix d'una plaça de pàrquing. A 73 habitatges hi havia un automòbil i a 110 n'hi havia dos o més.

### Piràmide de població
La piràmide de població per edats i sexe el 2009 era:
| Homes | Edats   | Dones |
| ----- | ------- | ----- |
| 0     | 95 o +  | 4     |
| 0     | 90 a 94 | 8     |
| 0     | 85 a 89 | 4     |
| 4     | 80 a 84 | 4     |
| 16    | 75 a 79 | 12    |
| 0     | 70 a 74 | 8     |
| 4     | 65 a 69 | 4     |
| 4     | 60 a 64 | 8     |
| 16    | 55 a 59 | 8     |
| 28    | 50 a 54 | 24    |
| 16    | 45 a 49 | 28    |
| 12    | 40 a 44 | 8     |
| 20    | 35 a 39 | 28    |
| 20    | 30 a 34 | 28    |
| 4     | 25 a 29 | 8     |
| 8     | 20 a 24 | 4     |
| 20    | 15 a 19 | 32    |
| 20    | 10 a 14 | 32    |
| 24    | 5 a 9   | 20    |
| 12    | 0 a 4   | 20    |

## Economia
El 2007 la població en edat de treballar era de 350 persones, 273 eren actives i 77 eren inactives. De les 273 persones actives 259 estaven ocupades (137 homes i 122 dones) i 14 estaven aturades (6 homes i 8 dones). De les 77 persones inactives 30 estaven jubilades, 22 estaven estudiant i 25 estaven classificades com a «altres inactius».

### Ingressos
El 2009 a Saint-Germain-lès-Arlay hi havia 195 unitats fiscals que integraven 520 persones, la mediana anual d'ingressos fiscals per persona era de 17.599 €.

### Activitats econòmiques
Dels 27 establiments que hi havia el 2007, 1 era d'una empresa de fabricació d'elements pel transport, 3 d'empreses de fabricació d'altres productes industrials, 7 d'empreses de construcció, 10 d'empreses de comerç i reparació d'automòbils, 1 d'una empresa d'hostatgeria i restauració, 1 d'una empresa financera i 4 d'empreses de serveis.
Dels 6 establiments de servei als particulars que hi havia el 2009, 1 era un taller de reparació d'automòbils i de material agrícola, 3 fusteries i 2 lampisteries.
L'any 2000 a Saint-Germain-lès-Arlay hi havia 12 explotacions agrícoles que ocupaven un total de 580 hectàrees.

## Equipaments sanitaris i escolars
El 2009 hi havia una escola elemental integrada dins d'un grup escolar amb les comunes properes formant una escola dispersa.

## Poblacions més properes
El següent diagrama mostra les poblacions més properes.